# 荷马岭站
荷马岭站是位于云南省宣威市双河乡的一个铁路车站，邮政编码655422。车站建于1965年，有贵昆铁路经过该站，现办理客货运业务，车站及其上下行区间均已电气化。车站距离贵阳站311公里，隶属成都铁路局，是四等站。